# Koothappar
Koothappar is een panchayatdorp in het district Tiruchirappalli van de Indiase staat Tamil Nadu. 

## Demografie
Volgens de Indiase volkstelling van 2001 wonen er 17.061 mensen in Koothappar, waarvan 50% mannelijk en 50% vrouwelijk is. De plaats heeft een alfabetiseringsgraad van 87%. 